# روسولا جمشتية
روسولا جمشتية (الاسم العلمي: Russula amethystina) هي نوع من الفطريات يتبع جنس الروسولا من الفصيلة الروسولية.